# Récifs de Coreca
Les récifs de Coreca forment un groupe de roches qui se trouve dans la mer Tyrrhénienne, dans la frazione de Coreca en Calabre, en Italie.
Ils constituent un groupe de 10 roches : Capoto, Formica, Ginario, Longarino, Piccirillo, Tirolé (ou même Pirolé) et les 4 écueils de Funtana disposent d'une zone de distribution à proximité du lieu-dit La Tonnara au bord de la zone maritime du village principal de Coreca.
Capoto est le plus grand d'entre eux avec une superficie de 50 m2, principalement utilisé pour la plongée et pour les prises de photos et tournages de films amateurs.
Au cours des années 1960, 1970 et 1980, ils étaient une destination pour les amateurs de radio de photo et d'évènements sur l'environnement pour la Ligue italienne de protection des oiseaux en raison de la vaste faune ornithologique marine qui a complètement disparu aujourd'hui.
Les récifs appartiennent administrativement à Amantea, une municipalité italienne de la province de Cosenza.